# Phryxe contenla
Phryxe contenla là một loài ruồi trong họ Tachinidae.